# Dmitri Jakowlew
Dmitri Jakowlew (russisch Дмитрий Яковлев, englische Transkription: Dmitriy Yakovlev, * 18. Januar 1988 in Alma-Ata) ist ein kasachischer Beachvolleyballspieler.

## Karriere
Jakowlew spielte mit Alexei Sidorenko 2008 zunächst einige Satellite- und Challenger-Turniere, ehe er bei den Dubai Open erstmals zu einem Turnier der FIVB World Tour antrat und den 33. Platz belegte. 2009 spielte er noch zweimal mit Sidorenko. 2010 absolvierte er drei weitere Open-Turniere in Shanghai, Mysłowice und Prag mit Alexei Kulinitsch. Im folgenden Jahr bildete er ein neues Duo mit Alexei Kuleschow. Während Jakowlew/Kuleschow auf der World Tour 2011 nicht über den 41. Platz hinauskamen, wurden sie bei der Asienmeisterschaft Fünfte. 2012 spielten sie auch ihre ersten Grand Slams und kamen dabei in Gstaad und Berlin auf den 33. Platz. Die Asienmeisterschaft 2012 beendeten sie auf dem neunten Rang. 2013 erzielten sie als bisher bestes Resultat einen 25. Platz in Corrientes. Bei der WM in Stare Jabłonki schieden sie sieglos nach der Vorrunde aus.